# اهالفینگ
اهالفینگ (به آلمانی: Aholfing) یک شهر در آلمان است که در بایرن واقع شده‌است.

## خصوصیات
اهالفینگ ۲۱٫۳۲ کیلومترمربع مساحت دارد ۳۲۴ متر بالاتر از سطح دریا واقع شده‌است.